# Уроци по любов
Уроци по любов е филм от 2003 г., режисиран от Клер Килнър. Той представлява екранна адаптация на компилация на два от романите на писателката Сара Десен – „That Summer“ (Това лято) и „Someone Like You“ (Някой като теб).

## Сюжет
Внимание:  Текстът по-долу разкрива сюжета на произведението (или части от него)!
Холи Мартин (Менди Мор) е 17-годишна гимназиална ученичка, която е разочарована от любовта след като вижда много силни връзки да се разпадат пред очите ѝ. Нейните родители са разведени, а баща ѝ, Лен Мартин (Питър Галахър), водещ на радио предаване, има по-млада приятелка, която цялото семейство презира. Майка ѝ Лидия (Алисън Джени) все още се съвзема от скорошния развод. Сестра ѝ Ашли (Мери Катрин Гарисън) е напът да се омъжи за мъж, с когото се кара постоянно. Единствено бабата на Холи няма подобни романтични проблеми, но за сметка на това създава достатъчно главоболия с непрекъснатото пушене на марихуана. Ужасна трагедия сполетява най-добрата приятелка на Хейли, Скарлет – приятелят ѝ Майкъл умира на футболното игрище от вроден дефект на сърцето, докато Хейли и Скарлет гледат безпомощно.
Мъката от загубата на Майкъл сближава Холи с най-добрия му приятен Мейкън Форестър, мързеливец, който почти не се появява в училище, а обича да се забавлява. В това време Скарлет се оказва бременна от мъртвия си приятел. Двете момичета се опитват да избягат, но са спрени от майката на Скарлет. След това Мейкън и Холи затоплят отношенията си. Обаче, след ужасна кавга в навечерието на Нова година, Холи пострадва и влиза в болница.
В края, Скарлет ражда бебето и го кръщава Майкъл, а Холи и Мейкън се сдобряват.

## Песни от саундтрака
1. Billy S. – Skye Sweetnam
2. Do You Realize?? – The Flaming Lips
3. It's On The Rocks – The Donnas
4. Why Can't I? – Liz Phair
5. Wild World – Beth Orton
6. Not Myself – John Mayer
7. That's When I Love You – Aslyn
8. Thinking About Tomorrow – Beth Orton
9. Promise Ring – Tremolo
10. Take The Long Road And Walk It – The Music
11. Waves – Marjorie Fair
12. Surrender – Echo
13. Wild World – Cat Stevens